# Arch / Matheos
Arch / Matheos ist eine US-amerikanische Progressive-Metal-Band aus Hartford, Connecticut, die im Jahr 2010 gegründet wurde.

## Geschichte
Die Band wurde im Jahr 2010 von Gitarrist Jim Matheos (Fates Warning, OSI) und Sänger John Arch (ex-Fates Warning) gegründet. Kurze Zeit später kamen Bassist Joey Vera, Schlagzeuger Bobby Jarzombek und Gitarrist Frank Aresti zur Band. Am 12. Januar nahmen sie die Tonspur für das Schlagzeug auf. Die weiteren Aufnahmen fanden im März statt, wobei Jim Matheos als Produzent tätig war. Viele Lieder des Albums waren ursprünglich für Fates Warning gedacht.
Das Debütalbum Sympathetic Resonance wurde im Jahr 2011 über Metal Blade Records veröffentlicht.

## Stil
Die Band spielt klassischen, anspruchsvollen Progressive Metal. Besonders charakteristisch dabei ist der Wechsel zwischen akustischer und elektrischer Gitarre. Die Musik der Band wird mit den Werken von Fates Warning, aber auch Dream Theater verglichen.

## Diskografie
Studioalben:
- 2011: Sympathetic Resonance
- 2019: Winter Ethereal